# Declaració de Restabliment de la Independència de l'Estat de Lituània

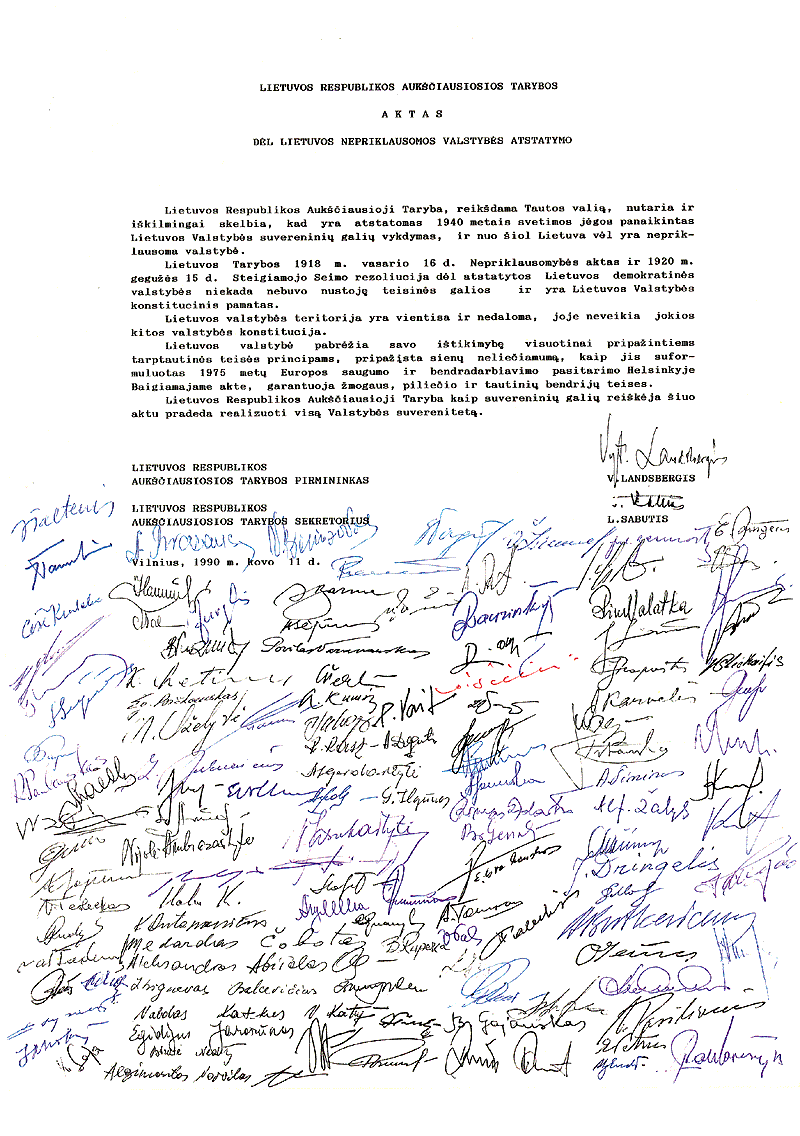
Acta del Restabliment de l'Estat de Lituània amb les signatures dels delegats.

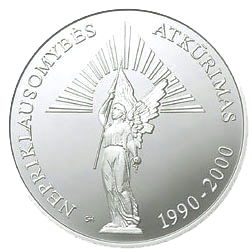
Moneda commemorativa de 50 litas dedicada al desè aniversari de la independència.

La Declaració de Restabliment de la Independència de l'Estat de Lituània o la Declaració de l'11 de març (en lituà: Aktas dėl Lietuvos nepriklausomos valstybės atstatymo) va ser signada pels membres del Consell Suprem de la República de Lituània que va proclamar la restauració de la independència de Lituània l'11 de març de 1990. L'acte va destacar la restauració i la continuïtat jurídica del període d'entreguerres, quan Lituània, va ser ocupada per la Unió Soviètica i la pèrdua d'independència el juny de 1940. Era la primera vegada que una república federada declarava la seva independència durant la dissolució de la Unió Soviètica.

## Elecció democràtica
Les eleccions parlamentàries de febrer 1990 van ser les primeres lliures i democràtiques celebrades a Lituània des de la Segona Guerra Mundial. Les persones van votar de forma aclaparadora els candidats recolzats per Sąjūdis, encara que el moviment no es va presentar com a partit polític. El resultat va ser el primer de la postguerra d'un govern no comunista. Durant la seva primera reunió l'11 de març de 1990, el Soviet Suprem de la República Socialista Soviètica de Lituània va canviar el seu nom pel Consell Suprem de la República de Lituània, es va escollir a Vytautas Landsbergis com el seu president, i va declarar formalment el restabliment de l'Estat de Lituània. La llei va ser aprovada a les 10:44 pm per 124 membres del consell mentre que sis se'n van abstenir. No hi va haver vots en contra.